# Noordzee, Texas
Noordzee, Texas is een Vlaamse film in een regie van Bavo Defurne uit 2011. Dit liefdesverhaal (over twee jonge homo's) dat speelt in de jaren zeventig is de eerste langspeelfilm van Defurne. Het scenario is van de hand van Bavo Defurne en Yves Verbraeken op basis van het jeugdboek Nooit gaat dit over uit 2004 van André Sollie.
De reacties in de Belgische filmzalen in maart en april 2011 liepen sterk uiteen. De film sprak slechts een klein publiek aan.
Op het Internationaal filmfestival van Montréal ontving de regisseur evenwel eind augustus 2011 de Zilveren Zenith voor speelfilmdebuut en de internationale persprijs Fipresci in de Wereldcompetitie voor Eerste Films. Eind oktober ging de film in première op het Internationaal Filmfestival in Rome. De film werd warm onthaald op het Internationaal Filmfestival van Rome en ging aan de haal met de Marc’Aurelio Alice nella Città 13+ Award van het Festival, uitgereikt door een 35-koppige jongerenjury.
In januari werd de film ook geselecteerd voor het festival van Palm Springs, samen met vier andere Vlaamse films. In de Verenigde Staten werd de film uitgebracht door Wavelength Pictures.
De film werd ook vertoond op het London Gay and Lesbian Film Festival en kwam vanaf 6 april 2012 uit in Groot-Brittannië. Halfweg maart werd de film ook in Nederland vertoond. De film is intussen aan 10 landen verkocht. Vanaf 10 april 2012 was de film beschikbaar op dvd.
De film werd onder meer opgenomen aan de Belgische kust, in hotels in Sas van Gent en Nieuwpoort en in de sociale woonwijk Klein Rusland in Zelzate (dezelfde wijk waar ook Groenten uit Balen deels werd gedraaid).

## Het verhaal
Pim is een jongen die bij zijn alleenstaande moeder Yvette Bulteel woont aan de Belgische kust. Yvette treedt 's avonds op als accordeonspeelster Yvette Mimosa. Omdat Yvette geen auto heeft, wordt ze vervoerd door haar "manager" Etienne. Yvette heeft een leegstaande kamer die bijna het ganse jaar te huur staat. Slechts enkele dagen per jaar wordt deze effectief verhuurd aan kermisreiziger Zoltan.
Yvette bekommert zich niet om het huishouden. Haar leven met sigaretten, alcohol, ongezond eten en cafébezoeken is voor haar belangrijker dan de opvoeding van haar zoon. Vandaar dat Pim regelmatig bij Marcella en haar kinderen Gino en Sabrina zit, die even verder wonen. Al sinds jonge leeftijd wordt Pim vernederd en bespot waardoor hij zich is gaan opsluiten in zijn eigen droomwereld over een beter leven als een prinses of schoonheidskoningin. Verder is hij weinig spraakzaam en maakt hij mooie potloodtekeningen.
Wanneer Pim 15 jaar is, wordt hij verliefd op de 18-jarige Gino. Gino lijkt ook interesse in Pim te hebben en samen hebben ze enkele keren seksuele betrekkingen. Gino wil dit absoluut geheim houden en zegt Pim dat hij niemand mag informeren. Sabrina wordt ook verliefd op Pim en tracht hem voor haar te winnen, wat voor een onduidelijke reden niet lukt.
Op een dag blijkt Gino plots een vriendin te hebben: Françoise. Sindsdien zit Gino steeds bij haar en gaat zelfs inwonen. Wanneer Pim hem hierover aanspreekt, zegt Gino dat ze destijds enkel en alleen spelletjes speelden.
Sabrina begint te vermoeden dat Pim mogelijk verliefd is op Gino. Met een list gaat ze naar Yvette en zegt dat ze de leegstaande kamer wil bekijken omdat Françoise mogelijk geïnteresseerd is. In werkelijkheid doorzoekt ze de kamer van Pim waar ze een erotische pentekening vindt van Gino en Pim. Dit bevestigt haar vermoedens.
Plots staat Zoltan terug voor de deur en huurt de kamer. Pim heeft eveneens gevoelens voor Zoltan, maar deze worden niet beantwoord. Zoltan heeft trouwens de avances van Pim niet door. Op een avond betrapt Pim zijn moeder en Zoltan terwijl ze seks hebben. Pim loopt weg, overnacht op het strand en gaat de volgende dag naar Marcella. Zij beslist dat Pim bij haar mag komen inwonen en de kamer krijgt van Gino. Sabrina is tegen en insinueert dat Pim en Gino mogelijk betrekkingen hebben gehad, wat door Marcella wordt weerlegd. Wanneer Pim enige tijd later naar huis gaat, blijkt dat zijn moeder met de noorderzon is vertrokken. Marcella verklaart dat Yvette destijds meerdere minnaars had en nog steeds in dat wereldje zit.
De gezondheidstoestand van Marcella gaat achteruit. Op haar sterfbed geeft ze aan Gino en Sabrina een foto van hun vader. Daarop roept ze Pim en Gino naar zich toe. Ze neemt de handen van beide jongens en brengt deze samen, waardoor ze hun homoseksuele relatie goedkeurt. Daarop sterft ze. Ondanks de goedkeuring van zijn moeder, keert Gino terug naar Françoise.
Enige tijd na de begrafenis gaat Sabrina naar haar werk. Pim is die dag thuis. Plots staat een doorweekte Gino in de keuken. Hij tracht Pim te verleiden, maar deze laatste wijst hem in eerste instantie af. Gino verklaart zijn liefde aan Pim waardoor beiden elkaar hartstochtelijk omhelzen en kussen.

## Rolverdeling
| Acteur               | Personage     |
| -------------------- | ------------- |
| Jelle Florizoone     | Pim           |
| Mathias Vergels      | Gino          |
| Eva Van Der Gucht    | Yvette        |
| Nina Marie Kortekaas | Sabrina       |
| Katelijne Damen      | Marcella      |
| Thomas Coumans       | Zoltan        |
| Luk Wyns             | Etienne       |
| Ben Van den Heuvel   | jonge Pim     |
| Noor Ben Taout       | jonge Sabrina |
| Nathan Naenen        | jonge Gino    |
| Ella-June Henrard    | Françoise     |
| Patricia Goemaere    | Simonne       |
| Daniel Sikora        | Maurice       |
| Victor Zaidi         | Julien        |